# Shinran
Shinran (親鸞; Kyoto, 21 maggio 1173 – Kyoto, 16 gennaio 1263) è stato un monaco buddista giapponese, allievo di Hōnen e fondatore della scuola buddista giapponese Jōdo Shinshū, appartenente al ramo del buddismo della Terra Pura.
La sua figura assunse importanza soltanto dopo la morte: nei secoli seguenti la sua scuola divenne una vasta organizzazione, e il suo pensiero religioso fu riconosciuto come uno dei più significativi della sua epoca.